# Popillia curtipennis
Popillia curtipennis är en skalbaggsart som beskrevs av Lin 1980. Popillia curtipennis ingår i släktet Popillia och familjen Rutelidae. Inga underarter finns listade i Catalogue of Life.